# آرت سبولسترا
آرت سبولسترا (بالإنجليزية: Art Spoelstra)‏ مواليد 11 سبتمبر 1932 في غراند رابيدز - الوفاة 9 أبريل 2008، كان لاعب كرة سلة أمريكي. بدأ مسيرته الاحترافية في سنة 1954. تم اختياره من قبل فريق سكرامنتو كينغز خلال الدرافت. بلغ طوله 6 قدم 9 بوصة (2.1 م). اعتزل اللعب في 1958.

## المسيرة الاحترافية
لعب مع سكرامنتو كينغز من سنة 1954 إلى 1957، ثم لعب مع لوس أنجلوس ليكرز في موسم 1957–1958، ثم لعب مع نيويورك نيكس في سنة 1958.

## روابط خارجية
- آرت سبولسترا على موقع إن بي أي (الإنجليزية)
- آرت سبولسترا على موقع سبورتس رفرنس (الإنجليزية)
- آرت سبولسترا على موقع كلية كرة السلة في سبورتس رفرنس.كوم (الإنجليزية)
- آرت سبولسترا على موقع ريلجم (الإنجليزية)
- آرت سبولسترا على موقع بروبوليرز (الإنجليزية)